# 陳若拙
陈若拙（954年—1018年），字敏之，幽州盧龍（今屬河北）人。北宋官员。

## 生平
幼好学。太平興國五年（980年）進士第三名，初授将作监丞，通判鄂州，改太子右赞善大夫、知单州、殿中侍御史、西川转运使。大中祥符四年（1011年），擢拔為右諫議大夫、知永興軍。移知鳳翔府，入京拜給事中，晚年出京知澶州，勤于政治。天禧二年（1018年）卒，年六十四。